# Powiat krakowski
Powiat krakowski – powiat w Polsce, w województwie małopolskim). Siedzibą powiatu jest Kraków, a najludniejszym miastem Skawina.
W skład powiatu wchodzą:
- gminy miejsko-wiejskie: Krzeszowice, Skała, Skawina, Słomniki, Świątniki Górne z miastami: Krzeszowice, Skała, Skawina, Słomniki, Świątniki Górne
- gminy wiejskie: Czernichów, Igołomia-Wawrzeńczyce, Iwanowice, Jerzmanowice-Przeginia, Kocmyrzów-Luborzyca, Liszki, Michałowice, Mogilany, Sułoszowa, Wielka Wieś, Zabierzów, Zielonki

Jest najludniejszym powiatem województwa małopolskiego. Zamieszkuje go 301 357 osób (31 grudnia 2023).
Skawina jest najludniejszym niepowiatowym miastem województwa z 24 tys. mieszkańców, a Zielonki najludniejszą wsią województwa z 8 tys. mieszkańców.
Gmina Igołomia-Wawrzeńczyce jest eksklawą powiatu.
Powiat został utworzony w 1999 roku w ramach reformy administracyjnej.

## Komunikacja

### Port lotniczy
- Port lotniczy Kraków-Balice (kod IATA: KRK, kod ICAO: EPKK) – międzynarodowy port lotniczy położony 11 km na zachód od centrum Krakowa. Lotnisko zlokalizowane jest na terenie gminy Zabierzów oraz częściowo na terenie gminy Liszki, w pobliżu wojskowej bazy lotniczej w Balicach.

### Drogi
- autostrada A4 (E40), przebiega przez gminy Zabierzów, Liszki, Krzeszowice.
- Drogi krajowe: 7 (E77), 44, 79, 94.
- Drogi wojewódzkie: 773, 774, 776, 794, 780, 953.

### Linie kolejowe
- Kraków – Balice (port lotniczy)
- Kraków – Zabierzów – Krzeszowice
- Kraków – Skawina
- Kraków – Słomniki

### Komunikacja aglomeracyjna
Gminy obsługiwane przez krakowskie MPK objęte są wspólnym biletem aglomeracyjnym. System ten funkcjonuje od 1 stycznia 2008 r. na mocy porozumienia z 25 października 2007 r. prezydenta Krakowa z 13 wójtami i burmistrzami gmin powiatu krakowskiego.

## Demografia
Kolejność gmin według liczby mieszkańców:
- Skawina
- Krzeszowice
- Zabierzów
- Liszki
- Zielonki
- Słomniki
- Kocmyrzów-Luborzyca
- Czernichów
- Mogilany
- Jerzmanowice-Przeginia
- Skała
- Wielka Wieś
- Świątniki Górne
- Iwanowice
- Igołomia-Wawrzeńczyce
- Michałowice
- Sułoszowa

Liczba ludności (dane z 30 czerwca 2009):
|        | Ogółem  | Ogółem | Kobiety | Kobiety | Mężczyźni | Mężczyźni |
| osób   | %       | osób   | %       | osób    | %         |           |
| ------ | ------- | ------ | ------- | ------- | --------- | --------- |
| Ogółem | 251 836 | 100    | 129 007 | 51,23   | 122 829   | 48,77     |
| Miasto | 43 810  | 17,40  | 22 961  | 9,12    | 20 849    | 8,28      |
| Wieś   | 208 026 | 82,60  | 106 046 | 42,11   | 101 980   | 40,49     |

▶Wieś vs ▶miasto
Ogółem (▶k, ▶m)
Miasto (▶k, ▶m)
Wieś (▶k, ▶m)

## Religia
- 73 parafie rzymskokatolickie wraz z kościołami, a także 20 zgromadzeń zakonnych oraz klasztorów.
- 6 zborów Świadków Jehowy (Igołomia, Krzeszowice–Wschód, Krzeszowice–Zachód, Ostrężnica, Skawina–Południe, Skawina–Północ) wraz z Salami Królestwa (Igołomia, Krzeszowice, Nowa Góra–Łany, Skawina)[3].
- 2 zbory zielonoświątkowe wraz z kościołem.

## Użytkowanie gruntów
- grunty orne – 60,5%
- sady – 2,3%
- łąki – 7,3%
- pastwiska – 2,5%
- lasy i tereny leśne – 12,4%
- pozostałe grunty i nieużytki – 15%

## Turystyka
- Parki narodowe: Ojcowski Park Narodowy (Jaskinia Ciemna, Jaskinia Łokietka, Maczuga Herkulesa, Dolina Prądnika; Dolina Sąspowska);
- Parki krajobrazowe: Park Krajobrazowy Dolinki Krakowskie, Rudniański Park Krajobrazowy, Park Krajobrazowy Dolinki Krakowskie Dolina Będkowska, Dolina Bolechowicka, Dolina Eliaszówki, Dolina Kobylańska, Dolina Kluczwody (Jaskinia Wierzchowska Górna), Dolina Racławki, Tenczyński Park Krajobrazowy (Skała Kmity), Bielańsko-Tyniecki Park Krajobrazowy;
- Rezerwaty przyrody: Rezerwat przyrody Dolina Szklarki, Rezerwat przyrody Dolina Potoku Rudno, Rezerwat przyrody Dolina Eliaszówki, Rezerwat przyrody Dolina Mnikowska, Rezerwat przyrody Dolina Kluczwody, Rezerwat przyrody Zimny Dół, Rezerwat przyrody Dolina Racławki, Rezerwat przyrody Wąwóz Bolechowicki, Rezerwat przyrody Kajasówka;
- Zabytki: Tenczyn, Zamek w Ojcowie, Zamek w Korzkwi, Pieskowa Skała, klasztor w Czernej, Diabelski Most, Kaplica „Na Wodzie”, barokowe kościoły w Tenczynku i Morawicy, Pałac Potockich w Krzeszowicach, Kościół św. Marcina w Krzeszowicach, Kościół św. Jakuba Apostoła w Sance, Kościół Bożego Ciała w Słomnikach, cztery poaustriackie forty znajdujące się w okolicach Krakowa oraz zespół pałacowy w Balicach.
- Ważniejsze szlaki: Jurajski Rowerowy Szlak Orlich Gniazd
- Sport i rekreacja: pole golfowe Krakow Valley Golf & Country Club i stok narciarski w Paczółtowicach.

## Sąsiednie powiaty
- Kraków (miasto na prawach powiatu)
- powiat wielicki
- powiat myślenicki
- powiat wadowicki
- powiat chrzanowski
- powiat olkuski
- powiat miechowski
- powiat proszowicki